# Rurka za Wysoką
Rurka za Wysoką – jaskinia w Dolinie Będkowskiej na Wyżynie Krakowsko-Częstochowskiej. Znajduje się w obrębie wsi Będkowice w województwie małopolskim, w powiecie krakowskim, w gminie Wielka Wieś.

## Opis obiektu
Obiekt znajduje się w niewielkiej, bezimiennej skałce na orograficznie lewych zboczach Doliny Będkowskiej pomiędzy skałami Grupy Wysokiej i Grupy Bramy Będkowskiej. Jego otwór o południowo-zachodniej ekspozycji położony jest 60 m powyżej dna doliny u podnóża skałki. Za łukowatym otworem znajduje się rozdwajający się korytarzyk. Obydwa jego końce kończą się ślepo; prawy kotłem z naciekami, lewy niewielką wnęką.
Obiekt powstał w późnojurajskich wapieniach skalistych. Jest suchy i widny. W kociołku końcowej części korytarza są grzybki naciekowe. Na spągu znajduje się skalny gruz, ziemia i liście. Ze zwierząt obserwowano kosarze, pająki, muchówki i motyle szczerbówkę ksieni i paśnika jaskiniowca.
Obiekt opisał J. Nowak w 2012 r.

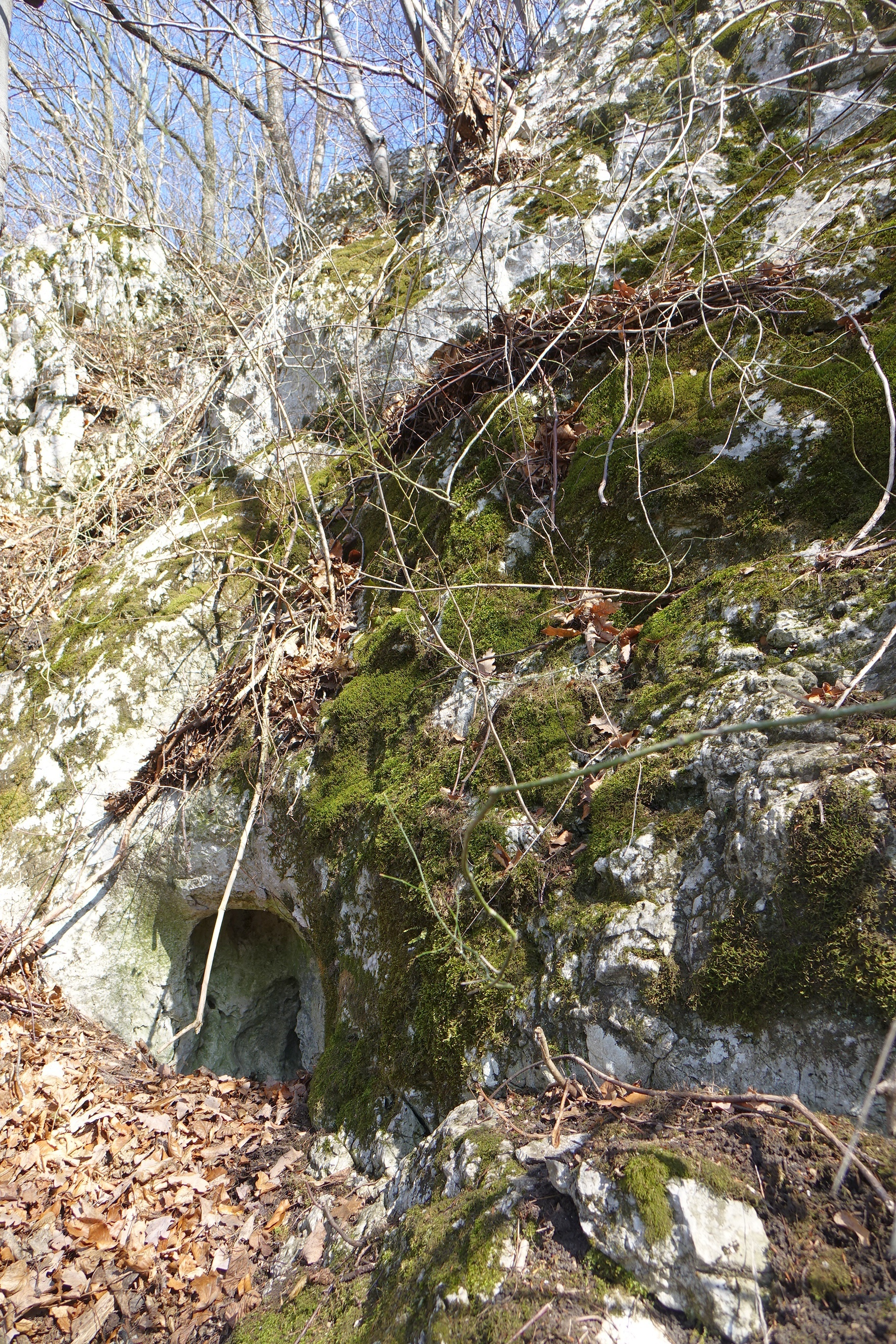
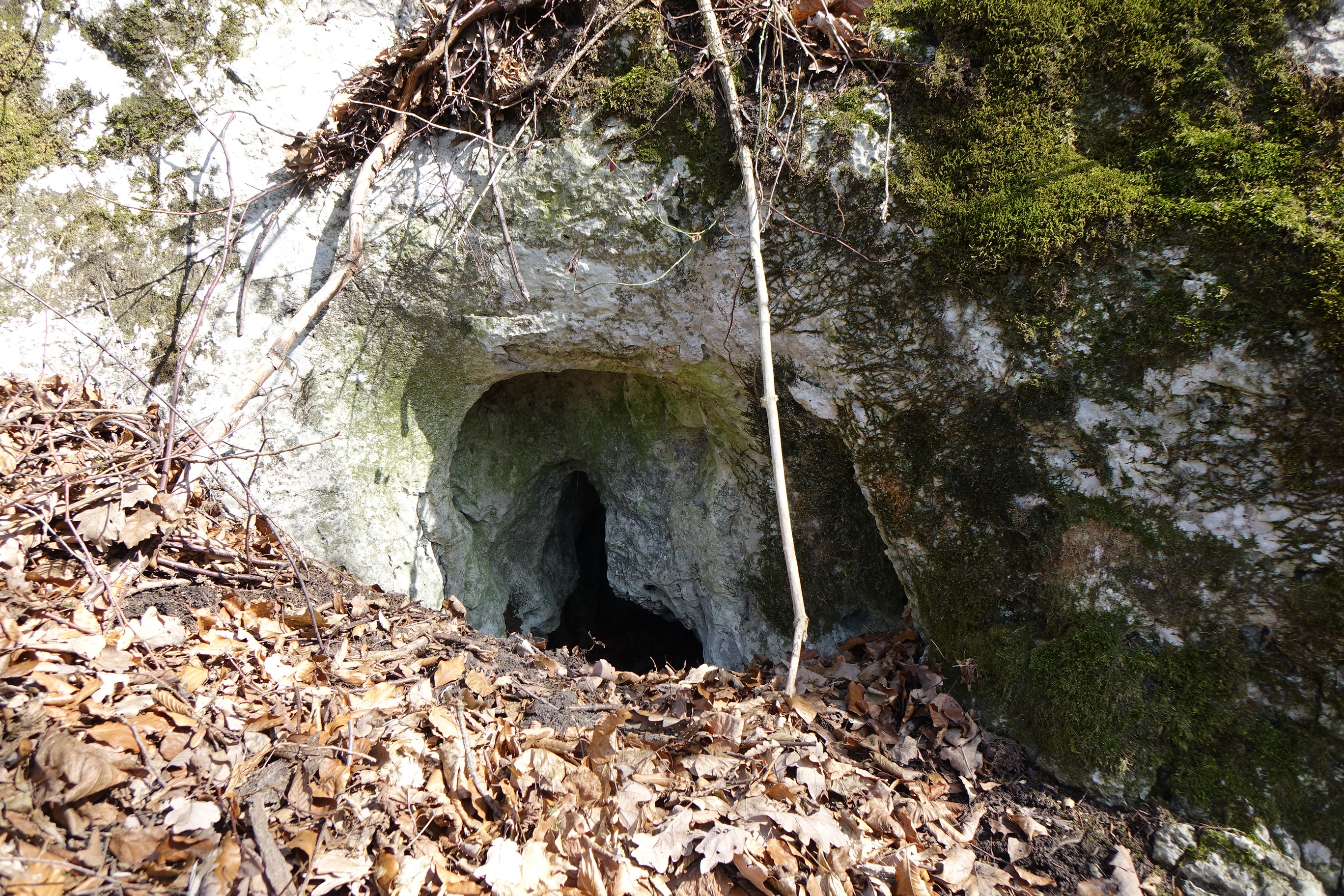
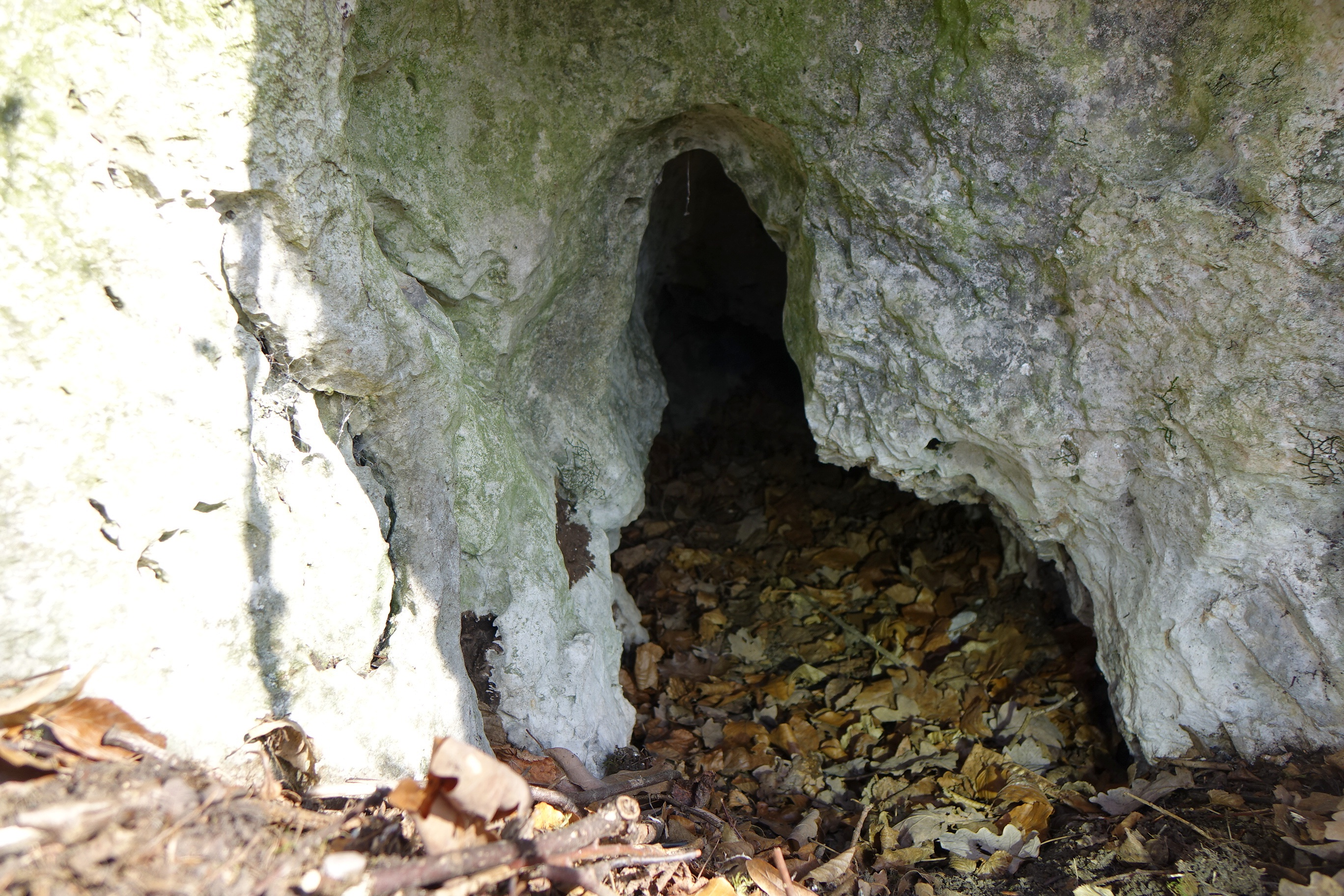

W odległości kilkudziesięciu metrów na zachód od Rurki za Wysoką znajduje się drugi obiekt jaskiniowy – Okap z Dziurką.